# Стежка Джомолхарі

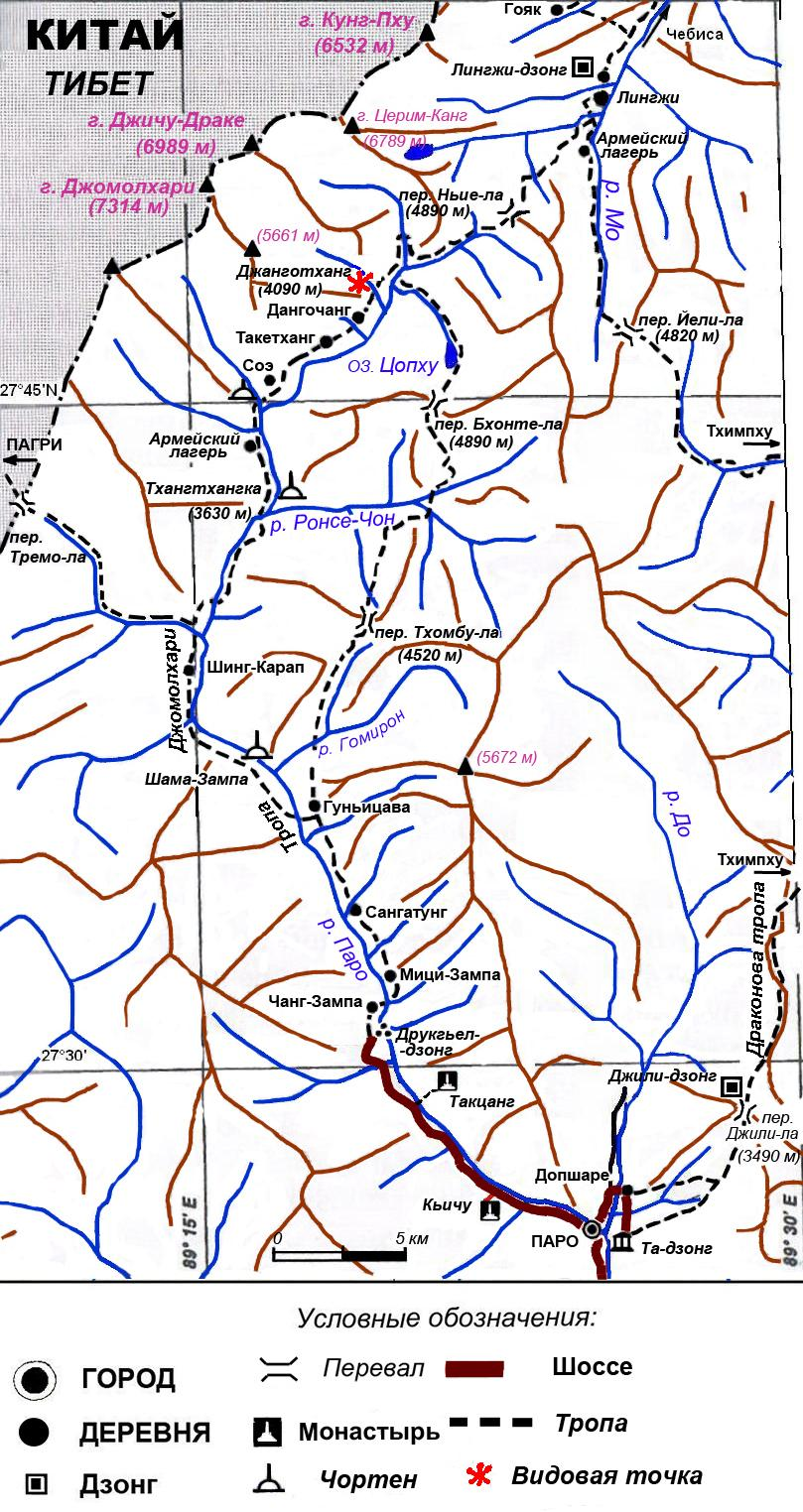
Стежка Джомолхарі

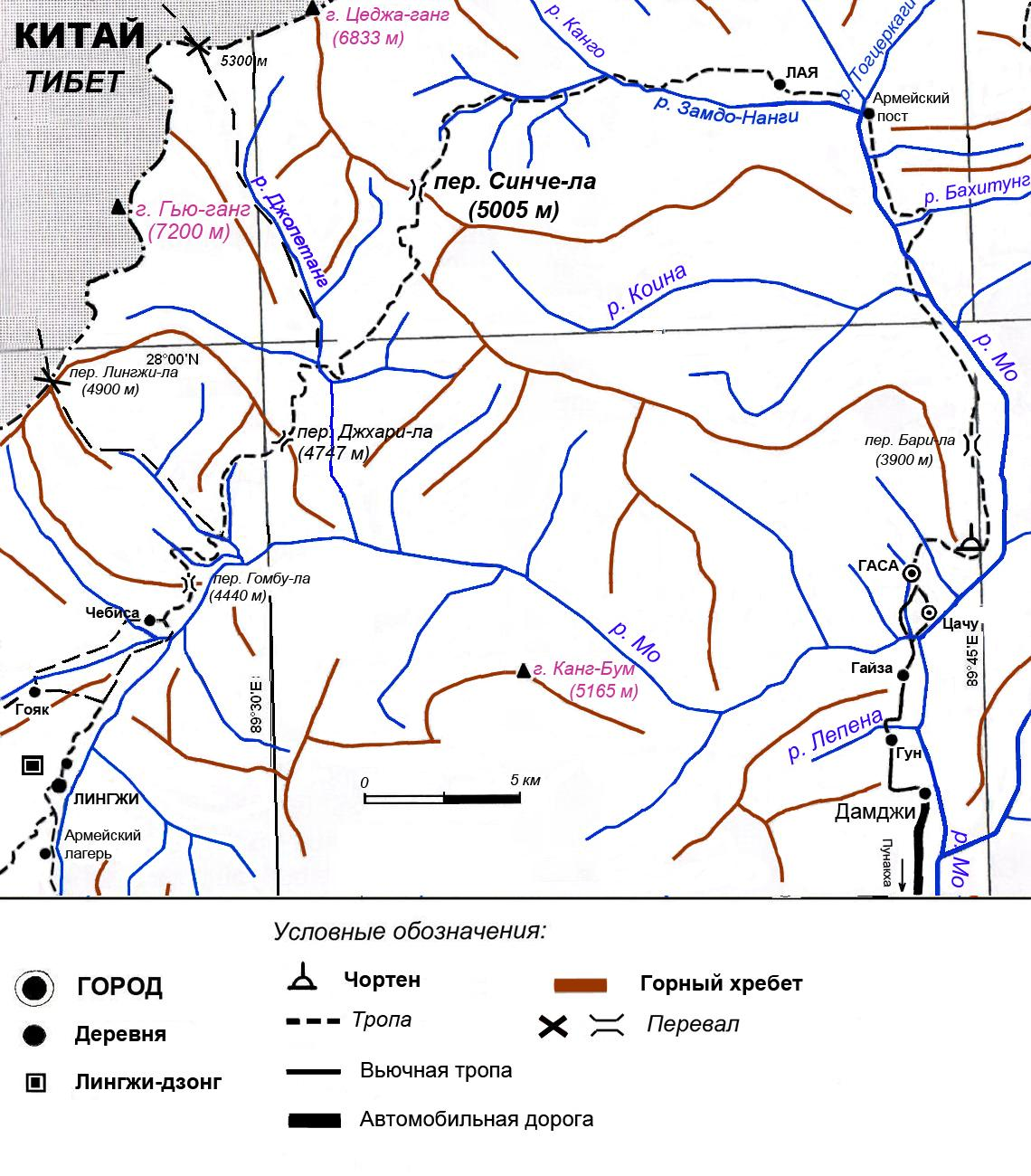
Карта високогір'я від Лінгжи до Лаї і Гаси

Стежка Джомолхарі — офіційний туристичний маршрут Бутану по важкодоступних гірських районах під Великим Гімалайським хребтом, що підходить до підніжжя священної гори Джомолхарі.
Це один з перших офіційних гірських маршрутів у Бутані, його пропонують десятки бутанських туристських фірм. Проте вартість маршруту досить велика, особливо після встановлених урядом надбавок до тарифів на гірський туризм.
Стежка починається від Друкг’єл-дзонгу, де кінчається автомобільна дорога від Паро, звідси стежка піднімається вгору по річці Паро-чу. Основною метою маршруту є досягнення стоянки Джамботханг з видами на гору Джомолхарі (7314 м) і вершину Джичу Драке (6794 м). Цей підйом займає три дні. Зазвичай для акліматизації і відпочинку додатково влаштовують перепочинок.
Далі можливі декілька варіантів повернення або продовження шляху, основним є шлях через Лінгжи-дзонг в Тхімпху,

Маршрут можливий з квітня по листопад, в інший час перевали закриті снігом, під час мусонів (липень-серпень) стан маршруту також поганий і похід небажаний.
Після досягнення Джамботхангу можливі декілька варіантів повернення або продовження маршруту:
1. Коротке повернення до Паро іншою стежкою - у разі обмалі часу або труднощів гірської адаптації або хвороби туристів (три дні).
2. Основний маршрут - через Лінгжи-дзонг в Тхимпху через Шоду і Баршонг. Вимагає одного дня переходу до Лінгжи-дзонгу і чотирьох для повернення в Тхімпху.
3. Продовження шляху в Лая через декілька перевалів під Великим Гімалайським хребтом (п'ять днів), і звідти спуск в місто Гаса (ще два дні) і далі в Пунакха
4. Подальше продовження шляху під Великим Гімалайським хребтом після |Лая (Стежка Снігової Людини) до Лунана  (не менше 10 днів).

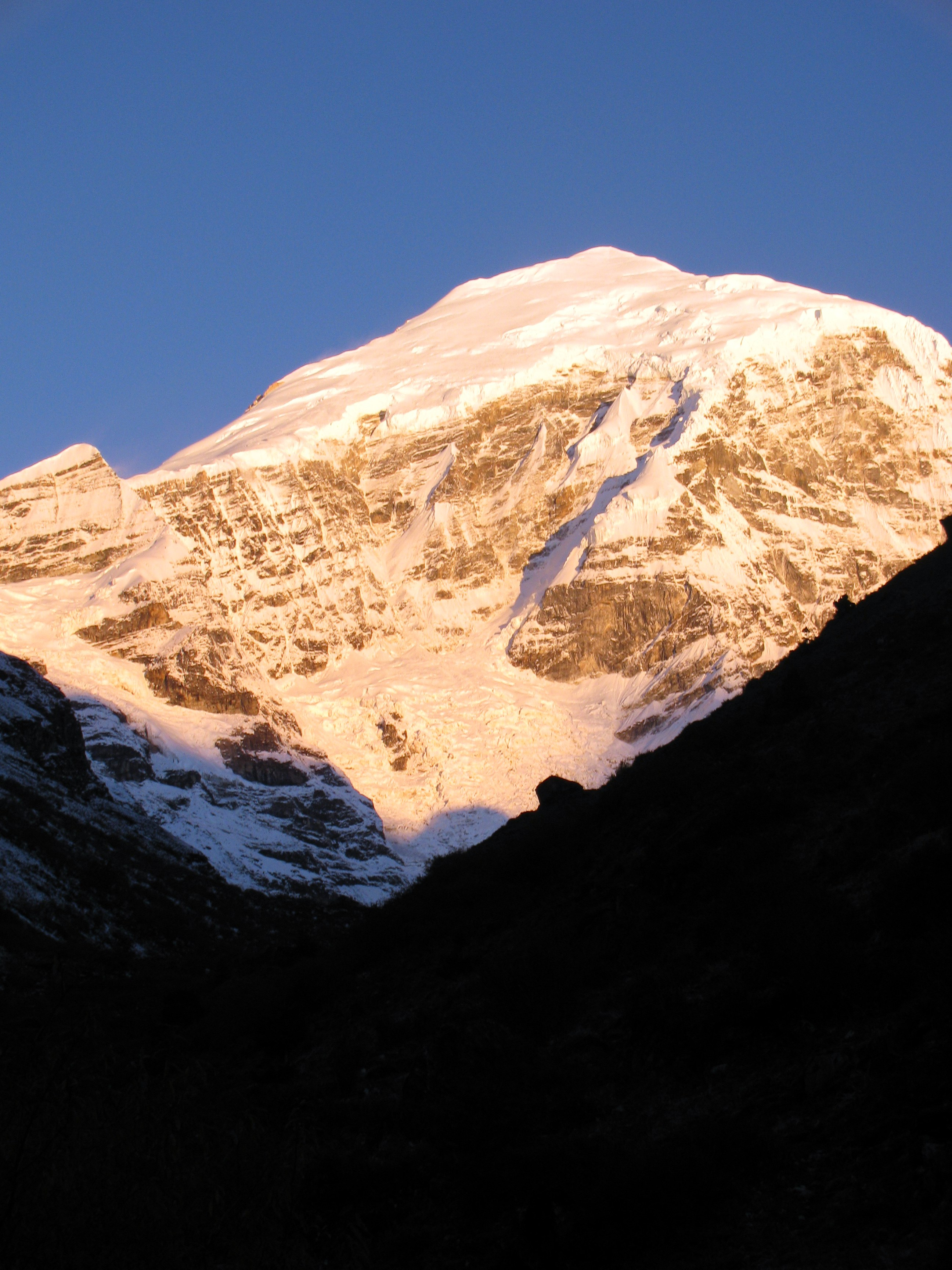
Джомолхарі з Джанготхангу

## Шлях до підніжжя Джомолхарі до Джамботхангу
Перший день повільного підйому до села Шарна-Зангпа (2870) проходить через мальовничі населені райони навіть з готелями для туристів і сувенірними магазинами. Стежка входить в Національний парк Джигме-Дорджі. Наступний день підйом уздовж річки Паро-чу триває до Тхангтхангку (3670 м), при цьому дорога згортає на схід, відходячи від стежки у бік кордону з Тибетом і Пагрі по той бік межі. Підйом йде через рододендронові ліси.
Через пів дня переходу від військового поста Тхангтхангка стежка доходить до "храму Джомолхарі". Храм знаходиться на висоті 4150 м. Сюди приходять численні паломники. Недалеко від храму знаходяться печери, в яких медитували Міларепа і Лорепа. У годині ходьби від храму на висоті 4450 метрів знаходиться озеро Ценінгма, в якому мешкають духи.  Джомолхарі вважається священною горою і житлом однієї з сестер Церінгма (jo mo tshe ring mched lnga) - жіночого божества-захисниці (Jomo) Тибету і Бутану, Падмасамбхава зв'язав її клятвою берегти буддійську віру. 
Дорога до Джамботханга (4090 м) проходить уздовж сіл Такетханг і Дангочанг. Зі стоянки Джамботханг відкриваються прекрасні види на гору Джомолхарі.

## Короткий шлях повернення в Паро через Тхомбу-ла
Дорога вимагає трьох днів, проходить через перевали Бхонте-ла (4890 м) і Тхобу-ла (4520 м), по дорозі є невеликі села і пасовища яків, а також озеро. Дорога спускається в долину Паро.

## Шлях доТхімпхучерезЛінгжі-дзонг

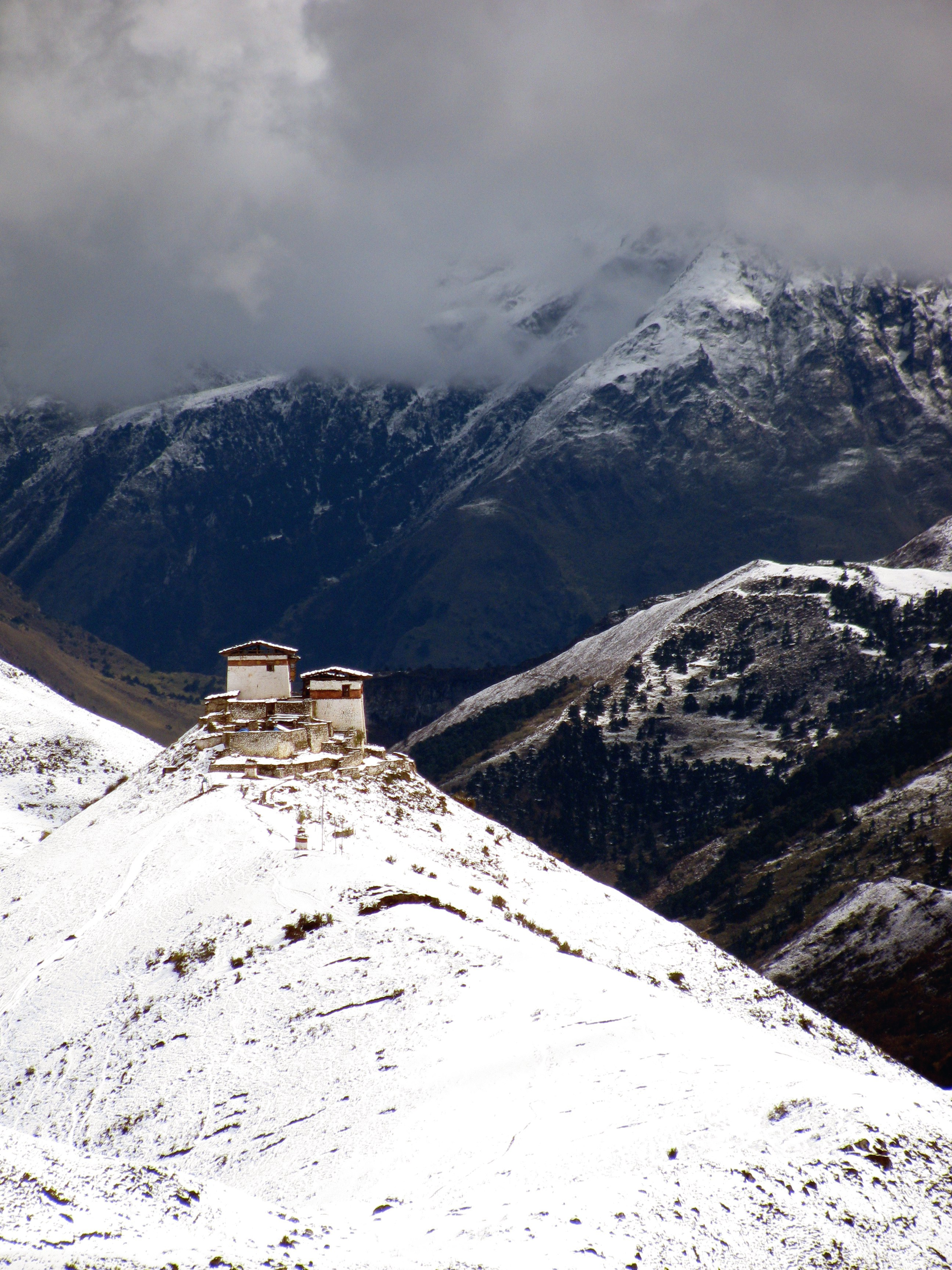
Лінгжі-дзонг

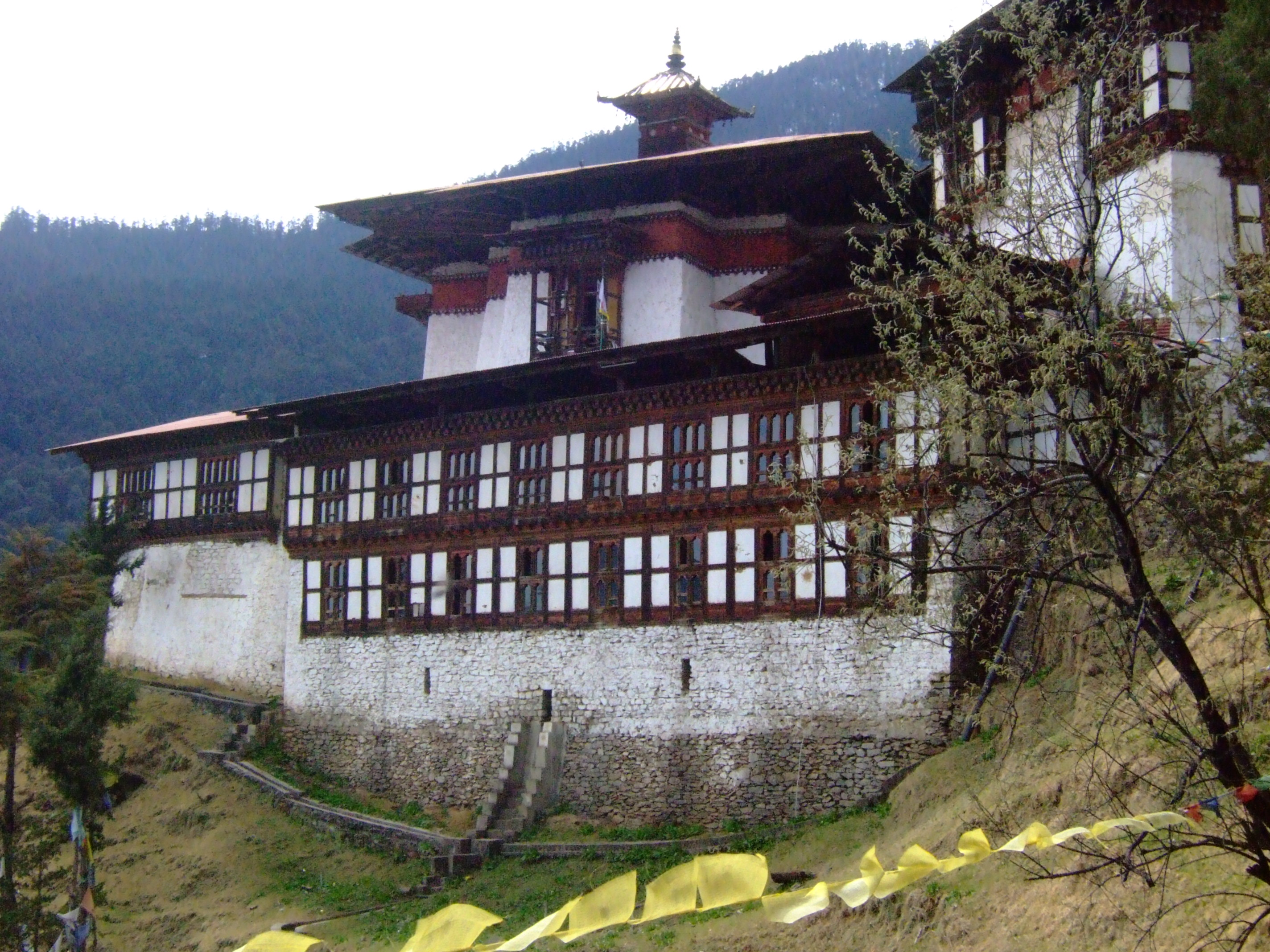
Чагрі-гомпа

В'ючна стежка в Лінгжі-дзонг йде через перевал Нгіле-ла заввишки 4864 м, перехід займає один день 27°48′33.13″ пн. ш. 89°23′17.42″ сх. д. / 27.8092028° пн. ш. 89.3881722° сх. д.. .
Для того, щоб йти на Тхимпху, необхідно повернутися від Лінгжі-дзонгу трохи назад і піти на південь через перевал Єлі-ла 27°45′57″ пн. ш. 89°26′37.37″ сх. д. / 27.76583° пн. ш. 89.4437139° сх. д. заввишки 4900 м. Після першого дня шляху організовано облаштований нічліг на стоянці Шоду (4110 м), де поставлений чортен. Дорога приводить до села Баршонг (4680 м), де знаходяться руїни зруйнованого дзонга. Звідси ще півтора дні шляху (з нічлігом на обладнаній стоянці) до монастиря Чагрі-гомпа, звідки по автомобільній дорозі від Додени можна дістатися до Тхімпху.

## Шлях через Лаю
Ця дорога проходить через декілька сіл в околиці Лінгжі-дзонгу, цікавих своєю культурою і побутом, - це села Гояк і Чебіса. Від цих сіл відходить древня караванна стежка в Тибет. Далі стежка переходить в зону пасовищ, там вже немає постійних сіл, проте є тимчасові стоянки для вівчарів.
Через перевал Гомбу-ла (4440 м), огинаючий хребет, стежка спускається в рододендроновий ліс і до стоянки Шурьяпасанг. Звідси йде підйом на наступний перевал Джхарі-ла (4747 м.)
Далі по дорозі в |Лаю доводиться долати високий перевал Сінче-ла заввишки 5005 м 27°45′57″ пн. ш. 89°33′30.14″ сх. д. / 27.76583° пн. ш. 89.5583722° сх. д., за яким відкривається спуск в родючу долину Лая, від якої по річці можна спуститися в Гаса.
Лая є поселенням землеробського народу лаяп з унікальною культурою.
Ця дорога вимагає 5 днів переходу від Лінгжі в Лая, і додатково 2 дні для спуску в Гаса.

## Ресурси Інтернету
- Jomolhari trek on offisial site of Tourism Council of Bhutan